# Марсанс
Марсанс (фр. Marsens) — громада  в Швейцарії в кантоні Фрібур, округ Грюєр.

## Географія
Громада розташована на відстані близько 45 км на південний захід від Берна, 18 км на південь від Фрібура.
Марсанс має площу 7,9 км², з яких на 11% дозволяється будівництво (житлове та будівництво доріг), 63,5% використовуються в сільськогосподарських цілях, 24,9% зайнято лісами, 0,6% не є продуктивними (річки, льодовики або гори).

## Демографія
2019 року в громаді мешкало 1959 осіб (+23% порівняно з 2010 роком), іноземців було 13,6%. Густота населення становила 250 осіб/км².
За віковим діапазоном населення розподілялося таким чином: 26,8% — особи молодші 20 років, 60,7% — особи у віці 20—64 років, 12,5% — особи у віці 65 років та старші. Було 736 помешкань (у середньому 2,6 особи в помешканні).
Із загальної кількості 1005 працюючих 34 було зайнятих в первинному секторі, 48 — в обробній промисловості, 923 — в галузі послуг.